# اندره ماکیف
اندره ماکیف (روسی: Андрей Геннадьевич Макеев؛ ۳ february ۱۹۵۲ – ۱۳ سپتامبر ۲۰۲۱) ورزشکار بسکتبال اهل اتحاد جماهیر شوروی سوسیالیستی بود.
وی در مسابقات کشوری و بین‌المللی در مجموع برندهٔ ۱ مدال طلا، ۱ مدال برنز شده‌است.